# Українські медичні вісті (1925)
Українські медичні вісті — науковий медичний журнал, що видавався Київським медичним інститутом у 1925—1931 роках.
На сторінках видання публікувалася «Номенклатура хороб. Латинсько-українські назви хороб та російський покажчик до них» Овксентія Корчак-Чепурківського.
Редакторами журналу були Микола Вашетко, Григорій Писемський. Леонід Левитський був членом редколегії і редактором відділу організації медичної освіти журналу. У редколегії працювали також Павло Кучеренко, Михайло Левитський, Микола Стражеско, Олександр Тижненко, Володимир Удовенко, Олександр Черняхівський, Йосип Стрільчук, Соломон Каган, М. Є. Волковий.